# 特魯多柳比夫卡 (博布里涅茨區)
47°58′3″N 32°16′6″E / 47.96750°N 32.26833°E
特魯多柳比夫卡（烏克蘭語：Трудолюбівка），是烏克蘭中部的村莊，隸屬基洛夫格勒州的克羅皮夫尼茨基區。該村面積0.45平方公里，海拔高度126米，2001年人口123，人口密度每平方公里273.3人。